# Kollár Antal (1767–1834)
Kollár Antal (Esztergom, 1767–Esztergom, 1834. március 10.) Esztergom történetének második polgármestere.

## Élete
Szülővárosában lakása a Fő Piacz utca 355-ben volt. Mai számozásnak és elnevezésnek megfelelően ez a Széchenyi tér 24, az ún. (Koller) Kollár-ház. 1802-ben kapott esztergomi polgári státuszt, négy év múlva már a városi tanács tagja volt. Az 1809. február 10-én megalakult, 962 tagot számláló polgárőrség kapitánya lett. 1810-ben, Falk Bálint után lett polgármester. Polgármesteri esküjét a belvárosi plébániatemplomban tette le.
1811-ben a napóleoni háborúk miatt a pozsonyi diétán búza- és zabbeszolgáltatással élt a vármegyével szemben. 1818-tól a város főbírája, 1829-től ismét tanácstag, és a csizmadia céhek biztosa lett. 1834. március 10-én ödémában halt meg szülővárosában. Hivatali ideje alatt nagy lendületet vett a polgárosodás Esztergomban. Felesége, Einczinger Magdolna 18 évvel élte túl, fia, Antal szintén polgármester lett Esztergomban.